# Leucorchestris steyni
Leucorchestris steyni är en spindelart som beskrevs av Lawrence 1965. Leucorchestris steyni ingår i släktet Leucorchestris och familjen jättekrabbspindlar.
Artens utbredningsområde är Namibia. Inga underarter finns listade i Catalogue of Life.